# 安·格兰特
安·格兰特（英語：Ann Grant，1955年5月6日—），津巴布韦女子曲棍球运动员。她曾代表津巴布韦国家队参加1980年夏季奥林匹克运动会曲棍球比赛，获得一枚金牌。